# Codophila varia
Codophila varia – gatunek pluskwiaka z podrzędu różnoskrzydłych i rodziny tarczówkowatych.
Pluskwiak długości od 8,7 do 14 mm o bardzo zmiennym ubarwieniu: od jasnożółtego przez zielonkawo podbarwione, pomarańczowe po krwisto ciemnoczerowne.
Gatunek znany z Albanii, Bośni i Hercegowinie, Bułgarii, Chorwacji, Cypru, Francji, Grecji, Hiszpanii, byłej Jugosławii, Macedonii Północnej, Malty, Mołdawii, Portugalii, Rumunii, Rosji, Szwajcarii, Ukrainy, Turcji, Węgier, Włoch i Wysp Kanaryjskich.